# De Nieuwe Grond
De Nieuwe Grond es un ressort de Surinam, que se encuentra en el distrito de Wanica. Posee una población de 20 219 habitantes (censo 2004).
Por el este De Nieuwe Grond limita con el ressort de Houttuin, por el sur limita con el distrito de Lelydorp, mientras que en el oeste se encuentra el distrito de Koewarasan y al norte del distrito de Paramaribo.